# IAE V2500

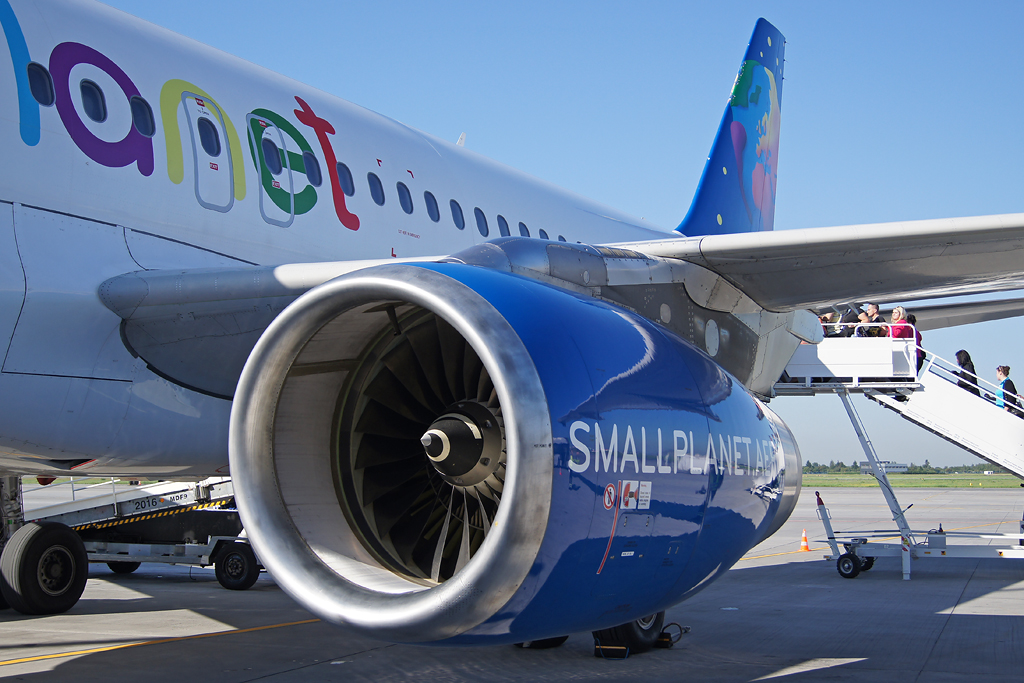
Silnik V2500 na samolocie A320 linii Small Planet Airlines

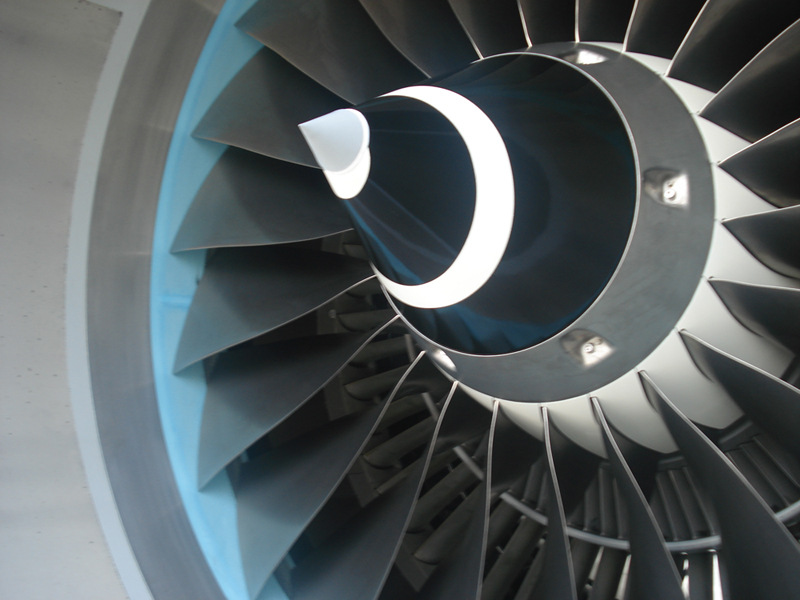
wentylator silnika V2500

IAE V2500 – silnik turbowentylatorowy, dwuprzepływowy o dużym stosunku dwuprzepływowości. Wytwarzany przez konsorcjum International Aero Engines, które powstało w 1983 aby wytwarzać ten silnik. V2500 napędza samoloty z rodziny Airbus A320 oraz McDonnell Douglas MD-90. Silnik uzyskał certyfikację od FAA w 1988.